# Alakylä
Alakyüla (finès: Alakylä, moscovita: Алакюля) és un poble del districte de Lomonósov (Óblast de Leningrad, moscòvia). Es troba als afores de Pietari, a la regió històrica d'Íngria (Inkeri en finès)

## Persones il·lustres
- Valantsina Lemtsiuhova (1935-2018), lingüista belarussa, doctora en Ciències Filològiques (1988), professora (1993).